# 松尾信是
松尾 信是（まつお のぶこれ）は、戦国時代の武将。甲斐国武田氏の一族。

## 略歴
甲斐の戦国大名・武田信虎の五男（七男とする説もある）、信玄の異母弟として生まれる。生母が信虎の叔父・松尾信賢の娘であった由縁により、無嗣であった信賢の養子となって同家を相続する。山梨郡松尾郷（山梨県甲州市塩山小屋敷）に住し、秩父口方面を守備した。同母兄弟に宗智、下条信氏正室がいる。
信玄の信任は厚かったらしく、信玄の出家前から史料で活動が確認されており、永禄8年（1565年）の時点で、武田一族の中では信玄の嫡男・義信の次席に遇されていたが、元亀2年（1571年）3月10日に死去した。家督・遺領は甥の河窪信俊（河窪信実の嫡子）が信是の遺女と結婚して相続した。